# Robert April
Robert April és un personatge fictici de la franquícia mediàtica Star Trek. April va ser el primer comandant de l'USS Enterprise, precedint el capità Christopher Pike.
El personatge va aparèixer per primera vegada a l'episodi de Star Trek: La sèrie animada "The Counter-Clock Incident" (1974), en què té la veu de James Doohan. La primera aparició d'April en directe va ser a l'episodi pilot de Star Trek: Strange New Worlds (2022), en què és interpretat per Adrian Holmes.

## Desenvolupament i repartiment
Un capellà de presó anomenat "Robert April" apareix en dos episodis de Have Gun – Will Travel (1957–63), per als quals va escriure el creador de Star Trek Gene Roddenberry.El nom es va quedar amb Roddenberry, i "Robert M. April" va comandar la nau estel·lar Yorktown en la seva proposta  de Star Trek a la CBS el 1964. El nom del capità es va canviar a "Christopher Pike" quan la NBC va acceptar el projecte Star Trek més tard aquell mateix any.
Fred Bronson (escrivint com a John Culver) va tenir la idea que lEnterprise tingués un capità que va precedir Pike per "The Counter-Clock Incident". Va seleccionar el nom "Robert April" de la llista original de Roddenberry de possibles noms de capitans de lEnterprise.
Durant el desenvolupament de Star Trek: Strange New Worlds, Adrian Holmes va presentar dues audicions gravades per al paper. El productor Henry Alonso Myers va dir que Holmes tenia la serietat per interpretar April, que és "mític" per ser virtualment el primer capità de lEnterprise.

## Representació

### Televisió

#### Star Trek: La sèrie animada(1974)
A "The Counter-Clock Incident", la tripulació de l'"Enterprise" comença a envellir ràpidament a la inversa. La vellesa del comodor April i la seva dona Sarah (veu de Nichelle Nichols) els dóna més temps de maduresa, cosa que els permet salvar la tripulació i desfer el procés d'envelliment invers.

#### Star Trek: Strange New Worlds(2022)
A l'episodi pilot de Star Trek: Strange New Worlds, April (ara almirall) ordena al capità Pike, al comandament de l'Enterprise, una missió de rescat. Tot i que Pike viola l'Ordre general 1a durant la missió, April utilitza la seva influència amb el Comandament de la Flota Estel·lar per evitar que Pike sigui acusat.

### Literatura
April apareix a les novel·les "Final Frontier" (1988) i "Best Destiny" (1992) de Diane Carey com a capità de l'"Enterprise". La versió d'April de Carey prové de Coventry, i porta jerseis de punt sobre l'uniforme a causa d'un trastorn sanguini que li fa sentir una mica fred la major part del temps. A falta d'una imatge "d'acció real" d'April, el dissenyador i autor Michael Okuda va crear un collage del cap de Roddenberry sobre el cos de William Shatner per il·lustrar April a The Star Trek Encyclopedia (1994). L'April és militarista als còmics Star Trek: Early Voyages (1997–1998), i una altra versió de l'April en una línia temporal apareix en un pròleg de còmic de Star Trek Into Darkness, "Countdown to Darkness" (2013).

## Recepció
Timothy Donohoo, escrivint per a CBR.com, va dir que Robert April "tenia elements tant de Kirk com de Pike", i va assenyalar que era heroic però també tenia dubtes sobre el seu lideratge. Va dir que el concepte del personatge era "revolucionari en molts sentits" perquè "la idea que l'heroi dubtés de si mateix i qüestionés les seves pròpies accions" era rara en els guions de pel·lícules i televisió d'aquella època.
L'escriptor de "The Counter-Clock Incident" Fred Bronson va agrair a Adrian Holmes per "donar vida a April" a Strange New Worlds. Michael Okuda, que va crear la representació fotogràfica d'April per a The Star Trek Encyclopedia, també va elogiar el càsting de Holmes. Keith DeCandido va dir que la protesta per l'elecció d'un actor de pell fosca per al paper d'April, després d'haver estat representat anteriorment amb pell clara en animació i gravats, "ha servit com una bona manera de revelar els racistes entre els fans de Trek". Screen Rant va dir que la revisió d'April "no decep" i és "part de la diversió" de Strange New Worlds que reitera els personatges de Star Trek dels anys 60.